# Dąbrowa (gmina Bartoszyce)
Dąbrowa (niem. Damerau) – wieś w Polsce położona w województwie warmińsko-mazurskim, w powiecie bartoszyckim, w gminie Bartoszyce. Do 1954 roku siedziba gminy Dąbrowa. W latach 1975–1998 miejscowość należała administracyjnie do województwa olsztyńskiego.

## Historia
Wieś czynszowa Damerouwe była lokowana w 1348 r. na 48 włókach. W czasie wojen polsko-krzyżackich (1414, 1454–1466, 1519–1521) wieś była kilkakrotnie zniszczona. W XVI wieku osadzano tu ludność polską. W XVI i XVII była to wieś książęca, w wieku XVIII – królewska. W wieku XVI w okolicznych parafiach działał pastor Walenty z Dąbrowy (podpisujący się Damraw).
Szkoła powstała w połowie XVIII w. W 1935 r. w szkole pracowało dwóch nauczycieli i uczyło się 119 uczniów. W 1939 r. we wsi mieszkało 555 osób.
Po wojnie szkołę uruchomiono ponownie w 1945 r., a jej organizatorem i pierwszym nauczycielem był sołtys Wilhelm Tuszyński (autochton). Szkoła w Dąbrowie była otwarta jako jedna z pierwszych w ówczesnym powiecie bartoszyckim. Później w szkole uczył także Jan Malinowski. W 1945 r. Dąbrowa stała się siedzibą gminy. Pierwszym wójtem był Stanisław Woźniak, działacz PPS, pochodzący z Warszawy. Siedzibę gminy szybko przeniesiono do Bartoszyc, ale gmina Dąbrowa istniała do 1954 r. Kolejnymi wójtami byli: Adolf Oziewicz, Zdzisław Gawroński. W 1948 r. powstała we wsi spółdzielnia rolno-handlowa Związku Samopomocy Chłopskiej.
W 1983 r. we wsi było 61 domów i 321 mieszkańców. Funkcjonowały 64 indywidualne gospodarstwa rolne, obejmujące łącznie areał 530 ha i hodujące 346 sztuk bydła (w tym 163 krowy mleczne), 424 sztuk świń, 47 koni i 36 owiec. Ulice we wsi miały elektryczne oświetlenie, funkcjonowała czteroizbowa szkoła podstawowa, realizująca program ośmiu klas, przedszkole, klub, filia biblioteki, sala kinowa na 70 miejsc, sklep wielobranżowy, zakład kowalski, zakład stolarski.